# Campionati europei di atletica leggera 1974
Gli XI campionati europei di atletica leggera si svolsero in Italia dal 2 all'8 settembre 1974 allo stadio Olimpico di Roma. Parteciparono 745 atleti in rappresentanza di 29 nazioni. Vennero disputate complessivamente 39 gare: 24 maschili e 15 femminili.

## Fatti salienti
- Irena Szewińska è ancora una volta la dominatrice dello sprint, battendo la campionessa olimpica Renate Stecher sia nei 100 che nei 200 metri piani.
- Nello sprint maschile, Valerij Borzov vince il suo terzo titolo europeo consecutivo sui 100 m, mentre Pietro Mennea vince il suo primo titolo sui 200 m.
- Per la quarta volta consecutiva la Germania Est è prima nel tabellone delle medaglie, con 10 ori e 27 medaglie complessive. I tre record del mondo battuti in questo campionato portano tutti la firma di atlete della DDR: Rosemarie Witschas nel salto in alto, Ruth Fuchs nel lancio del giavellotto e la staffetta 4×100 metri femminile.
- L'Italia chiude all'ottavo posto nel medagliere con 5 medaglie. Oltre al già citato oro dei 200 m, Mennea conquista anche l'argento su 100 e contribuisce in maniera determinante all'argento della staffetta 4×100 m. Bronzo per Giuseppe Cindolo, sorprendente terzo sui 10000 metri piani e precursore dei futuri grandi successi azzurri su questa distanza, e per la ventunenne Sara Simeoni, al suo primo successo internazionale.

## Nazioni partecipanti
Tra parentesi, il numero di atleti partecipanti per nazione.
- Austria (5)
- Belgio (21)
- Bulgaria (25)
- Cipro (1)
- Cecoslovacchia (46)
- Danimarca (12)
- Finlandia (33)
- Francia (44)

- Germania Est (71)
- Germania Ovest (64)
- Gibilterra (1)
- Grecia (12)
- Islanda (2)
- Irlanda (7)
- Italia (48)

- Jugoslavia (11)
- Liechtenstein (1)
- Lussemburgo (2)
- Norvegia (14)
- Paesi Bassi (13)
- Polonia (56)
- Portogallo (4)

- Gran Bretagna (68)
- Romania (20)
- Spagna (17)
- Svezia (33)
- Svizzera (12)
- Ungheria (21)
- Unione Sovietica (83)

## Risultati

### Uomini
| Specialità | Oro                                                                        | Prestazione | Argento                                                                     | Prestazione | Bronzo                                                                          | Prestazione |
| Corse piane |                                                                            |             |                                                                             |             |                                                                                 |             |
| 100 metri | Valerij Borzov Unione Sovietica                                            | 10"27       | Pietro Mennea Italia                                                        | 10"34       | Klaus-Dieter Bieler Germania Ovest                                              | 10"35       |
| 200 metri | Pietro Mennea Italia                                                       | 20"60       | Manfred Ommer Germania Ovest                                                | 20"76       | Hans-Jürgen Bombach Germania Est                                                | 20"83       |
| 400 metri | Karl Honz Germania Ovest                                                   | 45"04       | David Jenkins Gran Bretagna                                                 | 45"67       | Bernd Herrmann Germania Ovest                                                   | 45"78       |
| 800 metri | Luciano Sušanj Jugoslavia                                                  | 1'44"07     | Steve Ovett Gran Bretagna                                                   | 1'45"77     | Markku Taskinen Finlandia                                                       | 1'45"89     |
| 1.500 metri | Klaus-Peter Justus Germania Est                                            | 3'40"55     | Tom Hansen Danimarca                                                        | 3'40"75     | Thomas Wessinghage Germania Ovest                                               | 3'41"10     |
| 5.000 metri | Brendan Foster Gran Bretagna                                               | 13'17"21    | Manfred Kuschmann Germania Est                                              | 13'23"93    | Lasse Virén Finlandia                                                           | 13'24"57    |
| 10.000 metri | Manfred Kuschmann Germania Est                                             | 28'25"75    | Tony Simmons Gran Bretagna                                                  | 28'25"79    | Giuseppe Cindolo Italia                                                         | 28'27"05    |
| Corse a ostacoli |                                                                            |             |                                                                             |             |                                                                                 |             |
| 110 metri ostacoli | Guy Drut Francia                                                           | 13"40       | Miroslaw Wodzynski Polonia                                                  | 13"67       | Leszek Wodzynski Polonia                                                        | 13"71       |
| 400 metri ostacoli | Alan Pascoe Gran Bretagna                                                  | 48"82       | Jean-Claude Nallet Francia                                                  | 48"94       | Evgenij Gavrilenko Unione Sovietica                                             | 49"32       |
| 3.000 metri siepi | Bronisław Malinowski Polonia                                               | 8'15"04     | Anders Gärderud Svezia                                                      | 8'15"41     | Michael Karst Germania Ovest                                                    | 8'17"91     |
| Prove su strada |                                                                            |             |                                                                             |             |                                                                                 |             |
| Maratona | Ian Thompson Gran Bretagna                                                 | 2h13'19"    | Eckhard Lesse Germania Est                                                  | 2h14'57"    | Gaston Roelants Belgio                                                          | 2h16'30"    |
| 20 km marcia | Vladimir Golubničij Unione Sovietica                                       | 1h29'30"    | Bernhard Kannenberg Germania Ovest                                          | 1h29'39"    | Roger Mills Gran Bretagna                                                       | 1h32'34"    |
| 50 km marcia | Christoph Höhne Germania Est                                               | 3h59'06"    | Otto Barch Unione Sovietica                                                 | 4h02'39"    | Peter Selzer Germania Est                                                       | 4h04'29"    |
| Salti |                                                                            |             |                                                                             |             |                                                                                 |             |
| Salto in alto | Jesper Tørring Danimarca                                                   | 2,25 m      | Kęstutis Šapka Unione Sovietica                                             | 2,25 m      | Vladimír Malý Cecoslovacchia                                                    | 2,19 m      |
| Salto con l'asta | Vladimir Kiškun Unione Sovietica                                           | 5,35 m      | Władysław Kozakiewicz Polonia                                               | 5,35 m      | Yuriy Isakov Unione Sovietica                                                   | 5,30 m      |
| Salto in lungo | Valerij Podlužnij Unione Sovietica                                         | 8,12 m      | Nenad Stekić Jugoslavia                                                     | 8,05 m      | Yevgeniy Shubin Unione Sovietica                                                | 7,98 m      |
| Salto triplo | Viktor Saneev Unione Sovietica                                             | 17,23 m     | Carol Corbu Romania                                                         | 16,68 m     | Andrzej Sontag Polonia                                                          | 16,61 m     |
| Lanci |                                                                            |             |                                                                             |             |                                                                                 |             |
| Getto del peso | Hartmut Briesenick Germania Est                                            | 20,50 m     | Ralf Reichenbach Germania Ovest                                             | 20,38 m     | Geoff Capes Gran Bretagna                                                       | 20,21 m     |
| Lancio del disco | Pentti Kahma Finlandia                                                     | 63,62 m     | Ludvík Daněk Cecoslovacchia                                                 | 62,76 m     | Ricky Bruch Svezia                                                              | 62,00 m     |
| Lancio del giavellotto | Hannu Siitonen Finlandia                                                   | 89,58 m     | Wolfgang Hanisch Germania Est                                               | 85,46 m     | Terje Thorslund Norvegia                                                        | 83,68 m     |
| Lancio del martello | Aleksey Spiridonov Unione Sovietica                                        | 74,20 m     | Jochen Sachse Germania Est                                                  | 74,00 m     | Reinhard Theimer Germania Est                                                   | 71,62 m     |
| Prove multiple |                                                                            |             |                                                                             |             |                                                                                 |             |
| Decathlon | Ryszard Skowronek Polonia                                                  | 8.207 p.    | Yves Le Roy Francia                                                         | 8.146 p.    | Guido Kratschmer Germania Ovest                                                 | 8.132 p.    |
| Staffette |                                                                            |             |                                                                             |             |                                                                                 |             |
| 4×100 metri | Francia Lucien Sainte-Rose Joseph Arame Bruno Cherrier Dominique Chauvelot | 38"69       | Italia Vincenzo Guerini Norberto Oliosi Luigi Benedetti Pietro Mennea       | 38"88       | Germania Est Manfred Kokot Michael Droese Hans-Jürgen Bombach Siegfried Schenke | 38"99       |
| 4×400 metri | Gran Bretagna Glen Cohen William Hartley Alan Pascoe David Jenkins         | 3'03"33     | Germania Ovest Hermann Köhler Horst-Rüdiger Schlöske Karl Honz Rolf Ziegler | 3'03"52     | Finlandia Stig Lönnqvist Ossi Karttunen Markku Taskinen Markku Kukkoaho         | 3'03"57     |
| record mondiale; record mondiale stagionale; record europeo; record europeo stagionale; record dei campionati; record nazionale; record personale; record personale stagionale. |                                                                            |             |                                                                             |             |                                                                                 |             |

### Donne
| Specialità | Oro                                                                        | Prestazione | Argento                                                                            | Prestazione | Bronzo                                                                                   | Prestazione |
| Corse piane |                                                                            |             |                                                                                    |             |                                                                                          |             |
| 100 metri | Irena Szewińska Polonia                                                    | 11"13       | Renate Stecher Germania Est                                                        | 11"23       | Andrea Lynch Gran Bretagna                                                               | 11"28       |
| 200 metri | Irena Szewińska Polonia                                                    | 22"51       | Renate Stecher Germania Est                                                        | 22"68       | Mona-Lisa Pursiainen Finlandia                                                           | 23"17       |
| 400 metri | Riitta Salin Finlandia                                                     | 50"14       | Ellen Streidt Germania Est                                                         | 50"69       | Rita Wilden Germania Ovest                                                               | 50"88       |
| 800 metri | Liljana Tomova Bulgaria                                                    | 1'58"14     | Gunhild Hoffmeister Germania Est                                                   | 1'58"81     | Mariana Suman Romania                                                                    | 1'59"84     |
| 1.500 metri | Gunhild Hoffmeister Germania Est                                           | 4'02"25     | Liljana Tomova Bulgaria                                                            | 4'04"97     | Grete Andersen Norvegia                                                                  | 4'05"21     |
| 3.000 metri | Nina Holmén Finlandia                                                      | 8'55"10     | Ljudmila Bragina Unione Sovietica                                                  | 8'56"09     | Joyce Smith Gran Bretagna                                                                | 8'57"39     |
| Corse a ostacoli |                                                                            |             |                                                                                    |             |                                                                                          |             |
| 100 metri ostacoli | Annelie Ehrhardt Germania Est                                              | 12"66       | Annerose Fiedler Germania Est                                                      | 12"89       | Teresa Nowak Polonia                                                                     | 12"91       |
| Salti |                                                                            |             |                                                                                    |             |                                                                                          |             |
| Salto in alto | Rosemarie Witschas Germania Est                                            | 1,95 m      | Milada Karbanová Cecoslovacchia                                                    | 1,91 m      | Sara Simeoni Italia                                                                      | 1,89 m      |
| Salto in lungo | Ilona Bruzsenyák Ungheria                                                  | 6,65 m      | Eva Šuranová Cecoslovacchia                                                        | 6,60 m      | Pirkko Helenius Finlandia                                                                | 6,59 m      |
| Lanci |                                                                            |             |                                                                                    |             |                                                                                          |             |
| Getto del peso | Nadežda Čižova Unione Sovietica                                            | 20,78 m     | Marianne Adam Germania Est                                                         | 20,43 m     | Helena Fibingerová Cecoslovacchia                                                        | 20,33 m     |
| Lancio del disco | Faïna Mel'nyk Unione Sovietica                                             | 69,00 m     | Argentina Menis Romania                                                            | 64,62 m     | Gabriele Hinzmann Germania Est                                                           | 62,50 m     |
| Lancio del giavellotto | Ruth Fuchs Germania Est                                                    | 67,22 m     | Jacqueline Todten Germania Est                                                     | 62,10 m     | Nataša Urbančič Jugoslavia                                                               | 61,66 m     |
| Prove multiple |                                                                            |             |                                                                                    |             |                                                                                          |             |
| Pentathlon | Nadezhda Tkachenko Unione Sovietica                                        | 4.776 p.    | Burglinde Pollak Germania Est                                                      | 4.678 p.    | Zoya Spasovkhodskaya Unione Sovietica                                                    | 4.550 p.    |
| Staffette |                                                                            |             |                                                                                    |             |                                                                                          |             |
| 4×100 metri | Germania Est Doris Maletzki Renate Stecher Christina Heinich Bärbel Eckert | 42"51       | Germania Ovest Elfgard Schittenhelm Annegret Kroniger Annegret Richter Inge Helten | 42"75       | Polonia Ewa Długołęcka Danuta Jedrejek Barbara Bakulin Irena Szewińska                   | 43"48       |
| 4×400 metri | Germania Est Brigitte Rohde Waltraud Dietsch Angelika Handt Ellen Streidt  | 3'25"21     | Finlandia Marika Eklund Mona-Lisa Pursiainen Pirjo Wilmi Riitta Salin              | 3'25"70     | Unione Sovietica Inta Klimowitsch Ingrida Barkane Nadeschda Kolesnikowa Natalja Sokolowa | 3'26"10     |
| record mondiale; record mondiale stagionale; record europeo; record europeo stagionale; record dei campionati; record nazionale; record personale; record personale stagionale. |                                                                            |             |                                                                                    |             |                                                                                          |             |

## Medagliere
Legenda
     Paese ospitante
| Posizione | Paese            | Oro | Argento | Bronzo | Totale |
| --------- | ---------------- | --- | ------- | ------ | ------ |
| 1         | Germania Est     | 10  | 12      | 5      | 27     |
| 2         | Unione Sovietica | 9   | 3       | 5      | 17     |
| 3         | Gran Bretagna    | 4   | 3       | 4      | 11     |
| 4         | Polonia          | 4   | 2       | 4      | 10     |
| 5         | Finlandia        | 4   | 1       | 5      | 10     |
| 6         | Francia          | 2   | 2       | 0      | 4      |
| 7         | Germania Ovest   | 1   | 5       | 6      | 12     |
| 8         | Italia           | 1   | 2       | 2      | 5      |
| 9         | Jugoslavia       | 1   | 1       | 1      | 3      |
| 10        | Bulgaria         | 1   | 1       | 0      | 2      |
| 10        | Danimarca        | 1   | 1       | 0      | 2      |
| 12        | Ungheria         | 1   | 0       | 0      | 1      |
| 13        | Cecoslovacchia   | 0   | 3       | 2      | 5      |
| 14        | Romania          | 0   | 2       | 1      | 3      |
| 15        | Svezia           | 0   | 1       | 1      | 2      |
| 16        | Norvegia         | 0   | 0       | 2      | 2      |
| 17        | Belgio           | 0   | 0       | 1      | 1      |
| Totale    | Totale           | 39  | 39      | 39     | 117    |